# أندي سميث (لاعب كرة قدم أمريكية)
أندي سميث (بالإنجليزية: Andy Smith) هو لاعب كرة قدم أمريكية أمريكي، ولد في 10 سبتمبر 1883 في دوبويس في الولايات المتحدة، وتوفي في 8 يناير 1926 في فيلادلفيا في الولايات المتحدة.